# Лелековы
Лелековы — деревня в Котельничском районе Кировской области в составе Котельничского сельского поселения.

## География
Располагается непосредственно у западной окраины райцентра города Котельнич.

## История
Известна с 1802 года как деревня Лелековская с 2 дворами. В 1873 году здесь было отмечено дворов 6 и жителей 59, в 1905 13 и 72, в 1926 21 и 85, в 1950 32 и 115, в 1989 проживало 43 человека. Настоящее название утвердилось с 1939 года.

## Население
Постоянное население  составляло 44 человека (русские 98%) в 2002 году, 42 в 2010.